# Camponotus bakeri
Camponotus bakeri är en myrart som beskrevs av Wheeler 1904. Camponotus bakeri ingår i släktet hästmyror, och familjen myror. Inga underarter finns listade.

## Bildgalleri

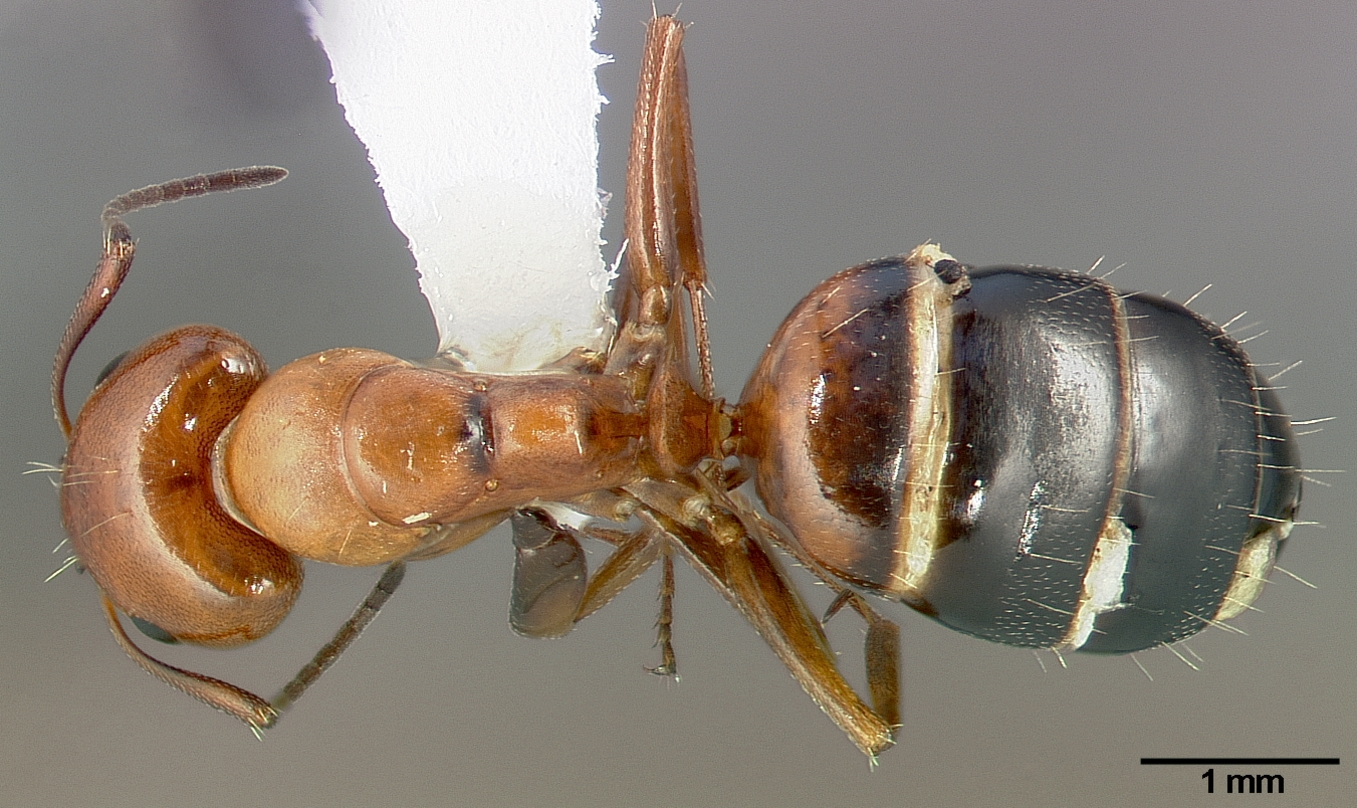
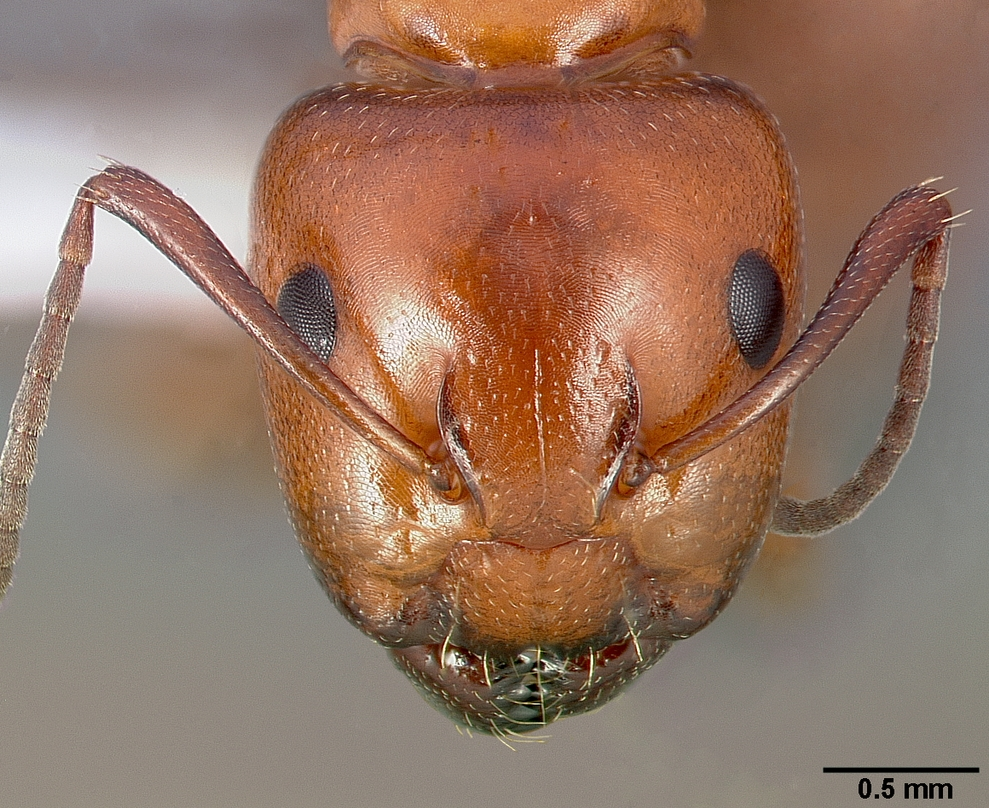
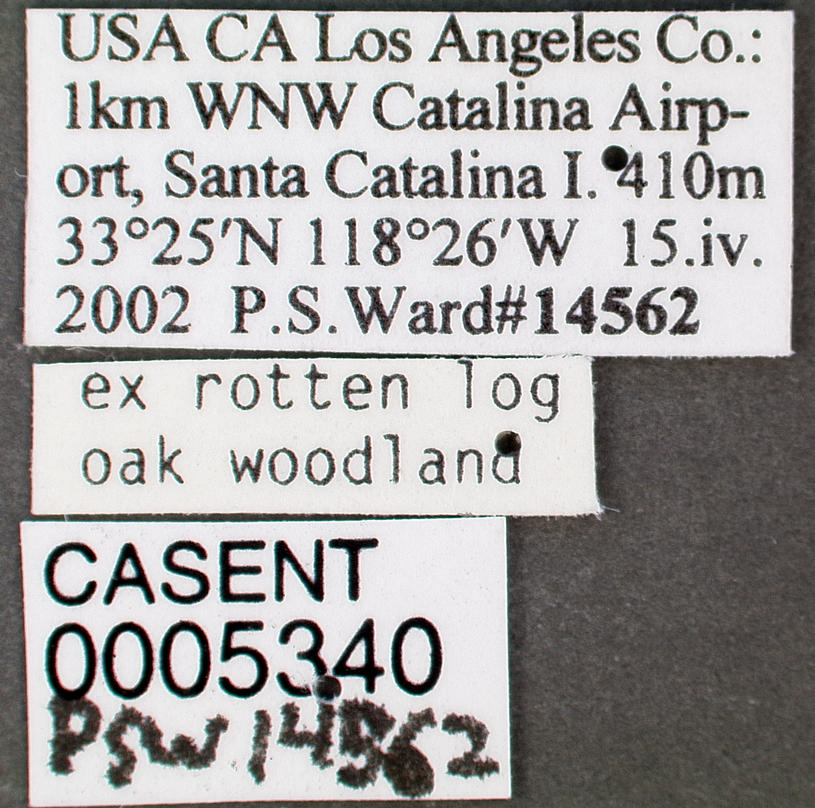
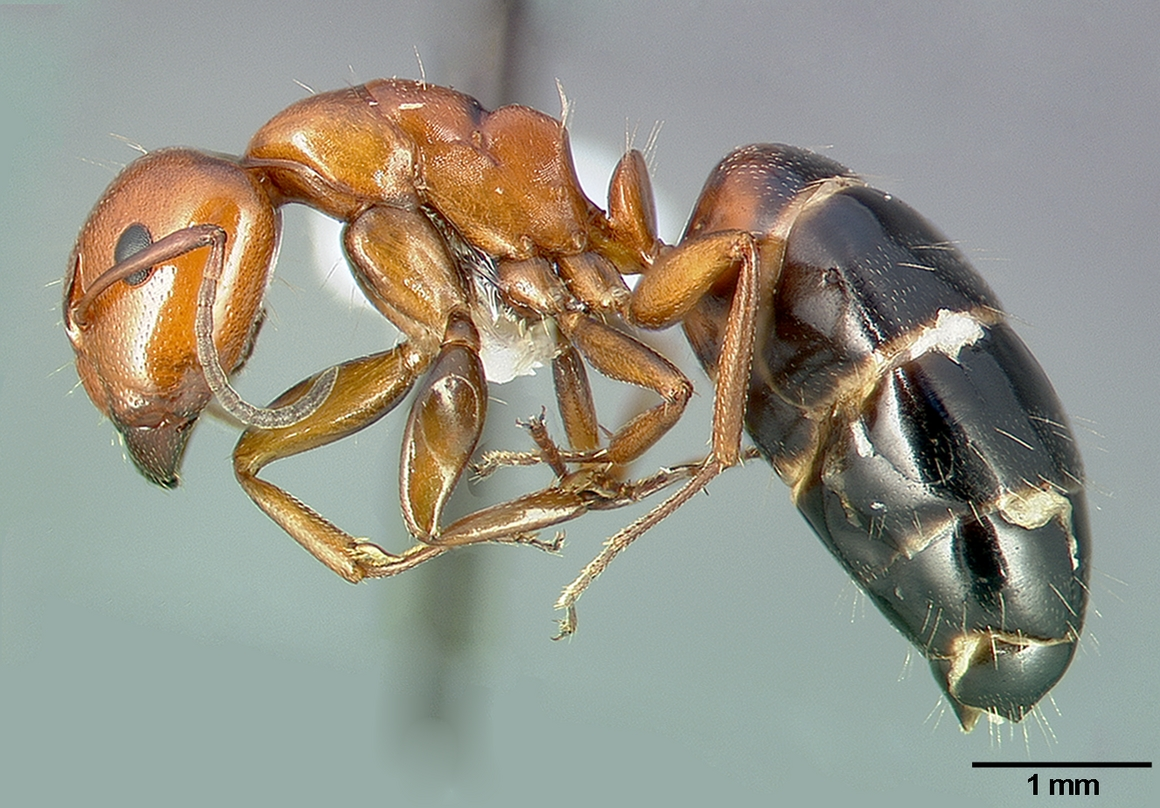